# Brachydiplax sollaarti
Brachydiplax sollaarti is een libellensoort uit de familie van de korenbouten (Libellulidae), onderorde echte libellen (Anisoptera).
De wetenschappelijke naam Brachydiplax sollaarti is voor het eerst geldig gepubliceerd in 1953 door Lieftinck.